# Erich Herrmann
Erich Karl Albert Otto Herrmann (Berlino, 31 maggio 1914 – Amburgo, 13 aprile 1989) è stato un pallamanista tedesco.

## Palmarès

### Olimpiadi
- Oro a Berlino 1936 nella pallamano.